# Izumo-taisa

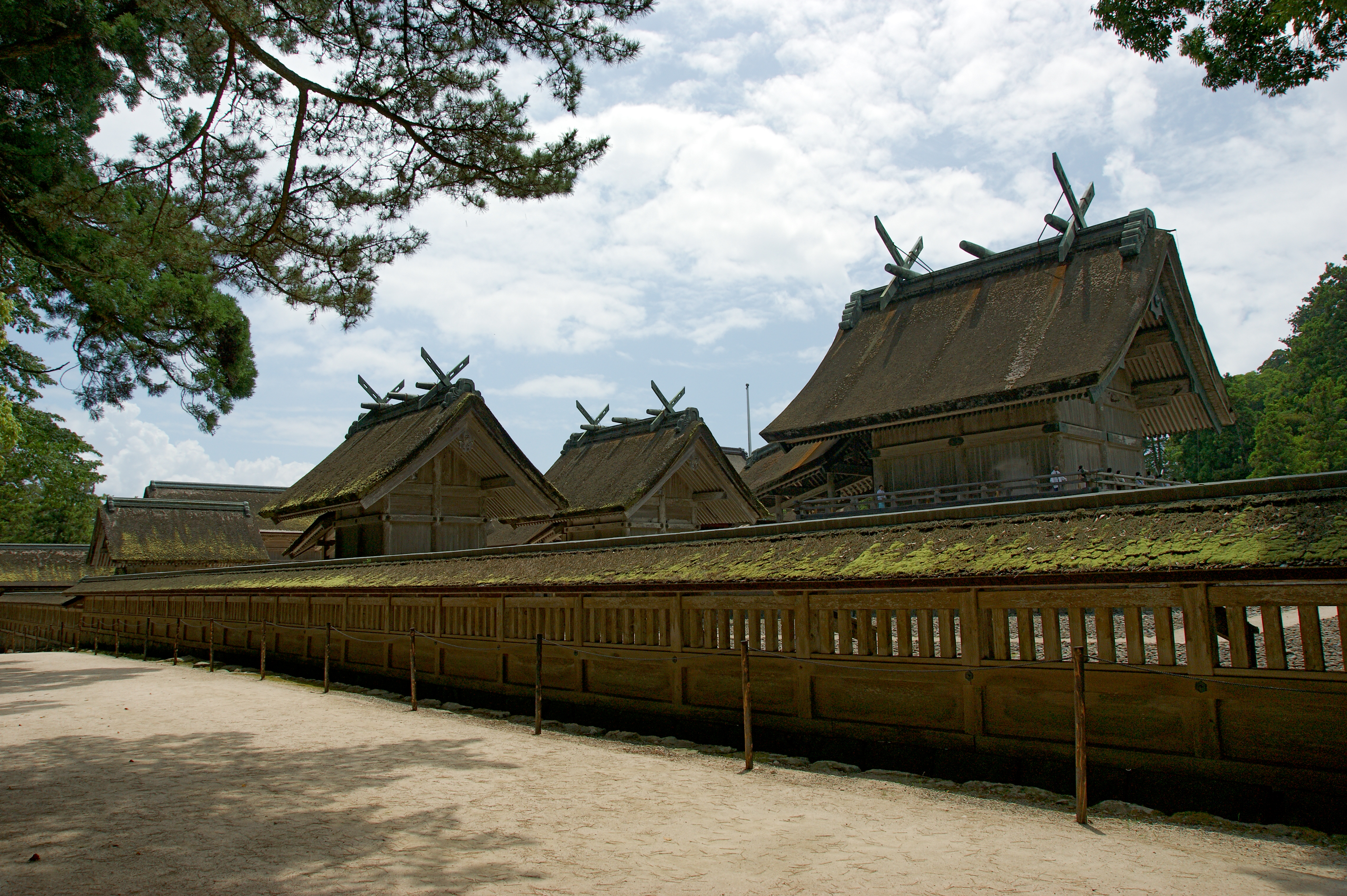
Az Izumo-szentély jelenleg használt épülete

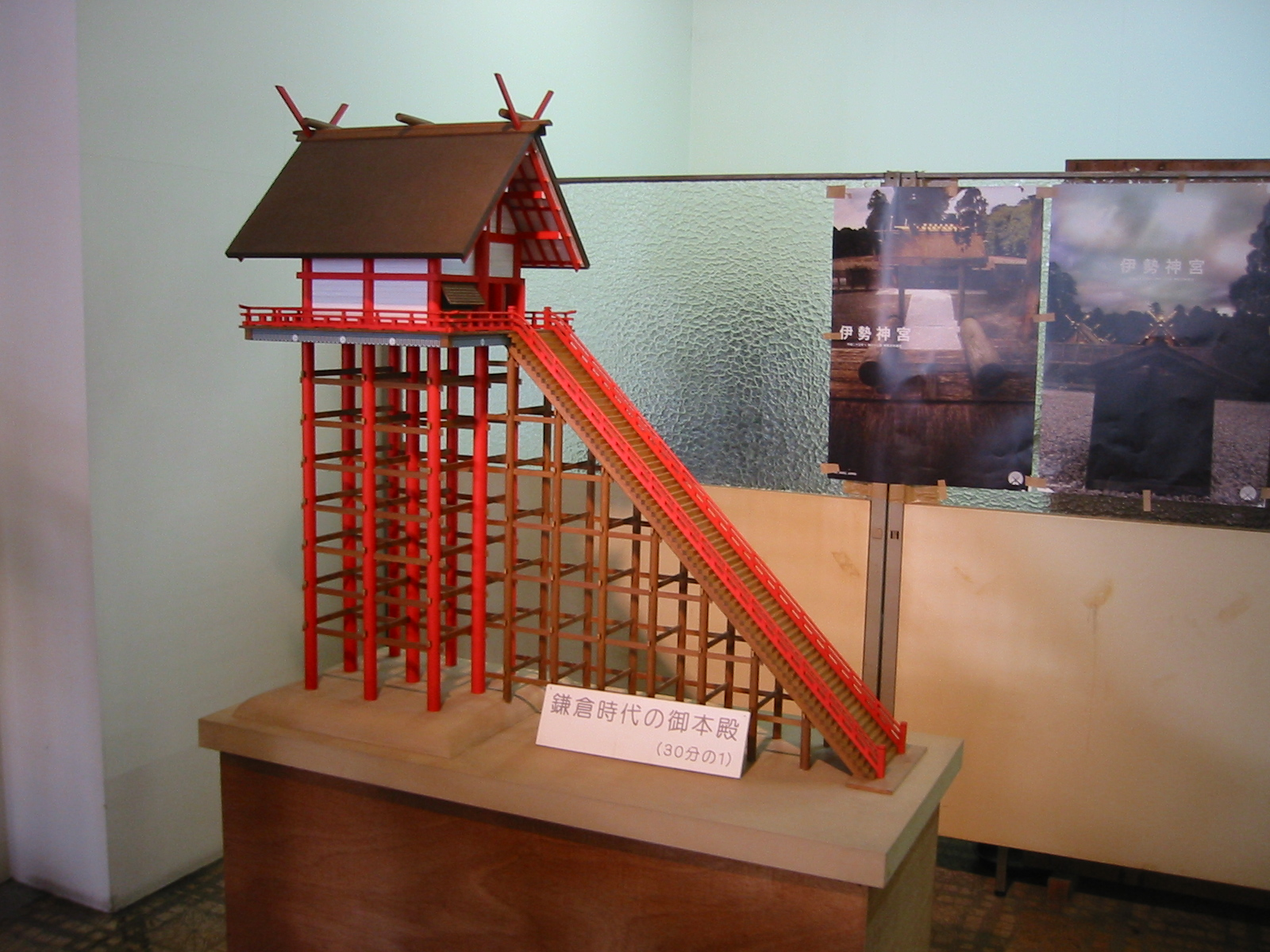
Az Izumo-szentély rekonstruált egykori épületének makettje az Izumói Múzeumban

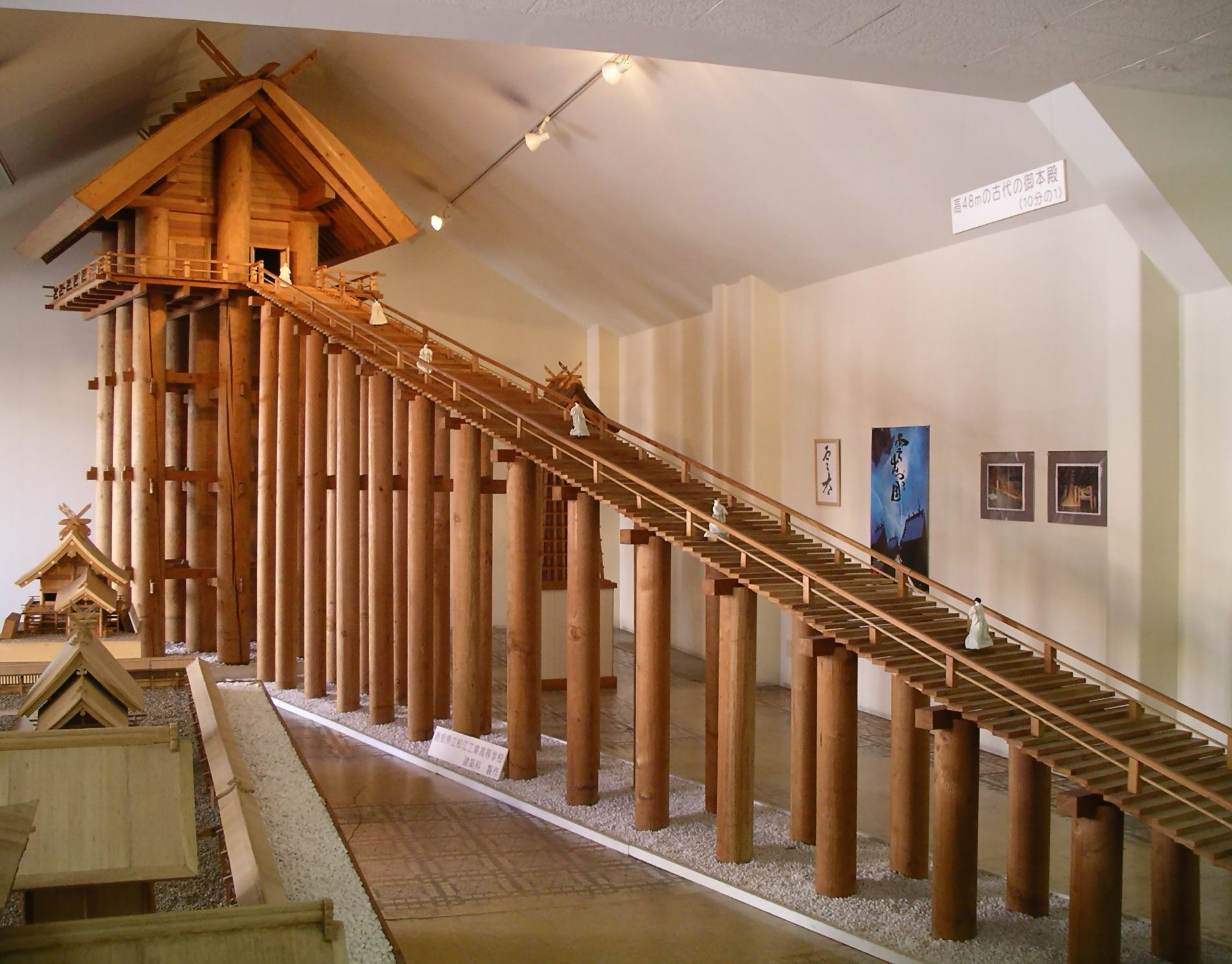
Az Izumo-szentély rekonstruált egykori épületének 1 : 10 méretű makettje az Izumói Múzeumban

Az Izumo-taisa (出雲大社, más olvasatban Izumo-ójasiro, ’Izumo szentélye’) Japán egyik legrégebbi és legszentebb sintó szentélye. Japán északnyugati részén, Simane prefektúra Izumo városában fekszik.

## Történelme
A japán hagyomány szerint egykor Izumóból kormányozták Japánt. Később a központi terület urai kiterjesztették hatalmukat Izumóra is, de megmaradt a hely szerepe a sintó vallásban.

## A különleges szentély
Mindmáig Izumo szentélye az az építészeti alkotás, amely az ókori leírások alapján egykor a legmagasabb volt Japánban. Az épület stílusát ma is taisa zukurinak nevezik. (Ilyen stílusban csak a Kamoszu-szentély épült, Macue külvárosában látható.) A szentélyeket fél évszázadonként részben vagy egészben újjáépítik. Erre azért van szükség, mert fából készülnek.
2000-ben ásatást végeztek a ma álló szentély területén. Megtalálták annak az egykori különleges építészeti alkotásnak három faoszlop csoportját, amelyre az egykori Izumo-szentély épült. 700 körüli és későbbi följegyzések említik, hogy az Izumo-szentély volt a legmagasabb épület Japánban. (Második építmény volt a narai Tódaidzsi templom a hatalmas Buddha-szoborral. Ez utóbbi 45 méter magas.)
Az Izumo-szentély régi ábrázolásain hosszú lépcső vitt föl a szentélyig. A 2007-ben elkészült kiállításon a látogatók megcsodálhatják a szentély rekonstrukcióját. Az 1:10 modellen, amit a teremben fölállítottak, 10 méteres lépcsősor visz föl az 5 méter magas szentélyházba. A megtalált három cédrusból összefogott oszlopköteg átmérője 3 méter. 9 ilyen oszlopköteg tartotta 50 méteres magasságban a szentélyt.
Az idők során fokozatosan egyre alacsonyabbra építették meg az új szentélyt, de az excentrikusan elhelyezett lépcsősor megőrzött valamit a régi épületből, amit a régészeti föltárás és a régi rajzok, följegyzések most már rekonstruálhatóvá tettek.

## Külső hivatkozások
- Mistsuaki Matsuo: The history of Izumo Grand Shrine and its Architecture
- Leírás az Izumo Taisháról
- A shinto szentélyek építészetéről
- Japán hagyományokról
- A taisha-zukuri stílusról
- A két legfontosabb szentély Japánban: Izumo és Ise
- Képgaléria az Izumo Taisha épületeiről
- Shimane Museum of Ancient Izumo